# Юдина, Таисия Васильевна
Юдина Таисия Васильевна (род. 21 мая 1961, Колпачки, Сталинградская область) — российский историк, доктор исторических наук, доцент, профессор Волгоградского государственного университета.

## Биография
Родилась 21 мая 1961 года в хуторе Колпачки Калачевского района Волгоградской области. В 1980 году закончила Дубовское педагогическое училище в Волгоградская области. Ленинская стипендиатка 1979—1980 учебного года. В 1980 году поступила в Волгоградский государственный университет среди первых 250 студентов. В 1985 году окончила исторический факультет, после осталась преподавать в ВУЗе. В 1997 году защитила кандидатскую диссертацию «Социально-экономическое положение рабочих Нижнего Поволжья». В 2010 году защитила докторскую диссертацию «Советские рабочие и служащие на концессионных предприятиях СССР в годы новой экономической политики». Занимала должности от ассистента до проректора. За время своей научной деятельности написала более 100 научных и методических трудов. Темами её научных работ является новая экономическая политика, иностранный капитал, социально-экономическое положение населения.

## Карьера
Ассистент кафедры истории КПСС. В 1991 году стала председателем профкома преподавателей и сотрудников и старшим преподавателем кафедры истории России. С 1993 года является председателем профкома сотрудников и студентов университета и занимается педагогической деятельностью. В 2005—2015 годах занимала должность проректора по учебно-воспитательной работе. С 2010 года является профессором кафедры истории России.

## Научные работы
- Отечественный рабочий на концессии в 1920-е годы: социокультурный портрет // Личность. Культура. Общество. — 2006. — Том 8, № 1. — С. 302—317;
- Власть и иностранный капитал: из уроков 1920-х годов // «Новая Россия»: проблема доверия в современном российском политическом сообществе : сб. науч. ст. — М. : Алго-Принт, 2007. — Ч. 3. — С. 66-67;
- «Свободные» условия труда для иностранных предпринимателей: социальные аспекты концессионной деятельности в СССР в 1920-е годы // Вестник РУДН. Сер. История России. — 2007. — № 2. — С. 15-24;
- Проблемы трудовых и социальных прав населения СССР на концессионных предприятиях в 1920-е годы. — Препринт. — Волгоград, 2007. — 57 с. — Соавт.: М. М. Загорулько;
- Иностранный капитал в жилищной сфере России в 1920-е годы // Вестник Томского государственного университета. — 2008. — № 310. — С. 100—104;
- Частно-государственное партнерство на концессионных предприятиях СССР в годы нэпа // Вестник Санкт-Петербургского университета. Сер. 2, История. — 2008. — Вып. 3. — С. 32-43;
- Концессии и проблема занятости населения СССР в 1920-е годы // Власть. — 2008. — № 10. — С. 106—111.

## Награды
- Медаль ВолГУ «За заслуги» (2005 год);
- Серебряный знак «25 лет ВолГУ» (2005 год);
- Нагрудный знак ФНПР РФ «За активную работу в профсоюзах» (2005 год);
- Почетный работник высшего профессионального образования Российской Федерации (2006 год).

## Личная жизнь
Замужем, имеет двоих дочерей: Надежда и Елена.